# Klaus Siebenhaar

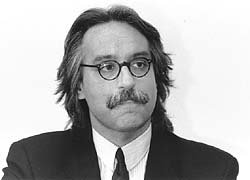
Klaus Siebenhaar (1995)

Klaus Siebenhaar (* 1952 in Siegen) ist ein deutscher Hochschullehrer, Verleger und Kulturmanager. Neben seiner wissenschaftlichen Karriere war Siebenhaar in mehreren Verlagen und Theatern als Lektor und Verleger tätig, bevor er seinen eigenen Verlag gründete. Er ist geschäftsführender Gesellschafter im B&S Siebenhaar Verlag sowie des Instituts für Kultur- und Medienwirtschaft (IKMW) in Berlin.

## Lebenslauf
Die Eltern von Klaus Siebenhaar zogen nach Kassel, als er ein Jahr alt war. Dort wuchs er auf und legte das Abitur an der Heinrich-Schütz-Schule ab. Einer seiner Lehrer war der spätere Bundesminister Hans Eichel. 1972 zog Siebenhaar nach Berlin und studierte an der FU Berlin Germanistik, Theaterwissenschaft und Kunstgeschichte. Er wurde 1979 zum Dr. phil. promoviert und habilitierte sich 1993. Von 1981 bis 1987 war er wissenschaftlicher Mitarbeiter am Lehrstuhl von Horst Denkler für Neuere Deutsche Literatur. Ab 1988 war er Co-Direktor des Instituts für Kommunikationswissenschaft und angewandte Kulturwissenschaften der Freien Universität Berlin und zugleich Hochschulassistent.
1991 wurde er an die Hochschule für Musik „Hanns Eisler“ (HfM) zum Professor für Kulturmanagement und Gründungsdirektor des Instituts für Kultur- und Medienmanagement (IKM) berufen. Seit 1994 ist Siebenhaar zudem Stiftungsprofessor für Kultur- und Medienmanagement an der HfM Berlin. Im Jahr 2004 wechselte er mit dem IKM an die FU Berlin (Fachbereich Philosophie und Geisteswissenschaften), nachdem er seit dem Jahr 2001 bereits außerplanmäßiger Professor für Neuere Deutsche Literatur an der FU gewesen war. 2006 baute Siebenhaar die „BerlinMediaProfessionalSchool (BMPS)“ und das „Zentrum für Audience Development (ZAD)“ auf. 2017 erfolgte seine Emeritierung und er verließ die FU Berlin.
Im Jahre 2009 gründete Siebenhaar das Kompetenzzentrum „Kulturmanagement in China“ (KUMA) zur Bündelung und zum Ausbau der wissenschaftlich-künstlerischen und weiterbildenden Projekte mit China, während er gleichzeitig die Entwicklung universitärer und kultureller Kooperationen mit der Türkei vorantrieb. Seit 2011 ist er Gastprofessor an der Central Academy for Fine Arts (CAFA) in Peking, zudem organisiert er Weiterbildungsprogramme für Museums- und Theatermanager in China sowie eine jährliche Summer Academy. 2012 kuratierte er für die Kommunistische Partei Chinas die Ausstellung Alles unter dem Himmel gehört allen.

## Kritik
Während seiner Professur an der FU Berlin wurde Kritik an seiner Person laut, da er Studenten gegenüber als „demütigend, respektlos und cholerisch“ auftrat, sowie mit Exmatrikulation drohte. Siebenhaar bestritt das.
Außerdem gerieten das IKM und Siebenhaar in die Kritik, weil in mehreren Fällen der Verdacht geäußert wurde, Personen hätten gegen Zahlung von Spenden bzw. Drittmitteln an das Institut Professuren erhalten. Als bekannter Fall wird der ehemalige Geschäftsführer der Mercator-Stiftung Bernhard Lorentz genannt, dessen Stiftung zwischen 2009 und 2011 160.000 Euro zahlte. 2011 wurde Bernhard Lorentz zum Honorarprofessor bestellt.

## Außeruniversitäre Tätigkeiten
Von 1973 bis 1975 war Siebenhaar am Staatstheater Kassel als Regieassistent tätig, von 1977 bis 1983 beim Propyläen Verlag Berlin als Lektor. Von 1981 bis 1983 leitete er das Forschungsprojekt und die Ausstellung „Das war ein Vorspiel nur... 50 Jahre Bücherverbrennung“ (mit Walter Huder und Hermann Haarmann) in der Akademie der Künste Berlin (West). Im Zeitraum von 1990 bis 2001 war Siebenhaar Mitglied der Künstlerischen Leitung und Leiter Öffentlichkeitsarbeit und Marketing beim Deutschen Theater Berlin.
Seit 1994 ist Siebenhaar auch als Verleger tätig: Von 1994 bis 1999 war er Verlagsleiter des Fannei & Walz-Verlages und des FAB-Verlages. 1999 war er Mitbegründer des „Bostelmann & Siebenhaar Verlages“ (auch B&S Siebenhaar), dessen Geschäftsführender Gesellschafter er bis heute ist. Von 2001 bis 2006 war er auch „Leiter Marketing und Development“ des Jüdischen Museums in Berlin. Seit 2001 ist Siebenhaar stellvertretender Vorstandsvorsitzender des Kuratoriums der Kunststiftung Starke in Berlin. Von 2009 bis 2011 saß er im Beirat des Goethe-Instituts München und beriet die Europäische Investitionsbank Luxemburg zur Kulturprojektentwicklung. Seit 2014 ist Siebenhaar Mitglied des Aufsichtsrats des Niedersächsischen Staatstheaters Hannover. Nach seiner Emeritierung an der FU Berlin 2017 gründete er gemeinsam mit dem Musikverleger Rolf Budde das „Institut für Kultur und Medienwirtschaft“ (IKMW).
Siebenhaar organisierte neben seiner Tätigkeit als Verleger und Lektor auch zahlreiche Ausstellungen in Berlin, so unter anderem an der Akademie der Künste, am Deutschen Theater, im Kunstforum der Grundkreditbank, im National Arts Museum of China (NAMOC), im CAFA Art Museum in Peking und im Jüdischen Museum. Er realisierte zudem zahlreiche szenische Lesungen für das Deutsche Theater, das Jüdische Museum, sowie Kunstprojekte im öffentlichen Raum in Berlin, Kassel und China. Daneben produzierte er Festivals für die Deutsche Entertainment AG (DEAG) sowie die Berlin Partner GmbH. Ferner legte Siebenhaar zahlreiche Publikationen  zur „Deutschen Literatur des 18. bis 20. Jahrhunderts, Drama und Theater, Kulturpolitik und Kommunikationswissenschaft sowie zu Fragen des Kultur- und Medienmanagements“ vor.

## Publikationen
- documenta. A Brief History of an Exhibition and Its Contexts, B&S Siebenhaar Verlag, Berlin 2017, ISBN 978-3-943132-64-9
- European Theatre and the Public. Development, Orientations and Evidence (mit Achim Müller), B&S Siebenhaar Verlag, Berlin 2017, ISBN 978-3-943132-57-1
- Auftrag Publikum. Der Hochkulturbetrieb zwischen Audience Development und Ereignisästhetik, B&S Siebenhaar Verlag, Berlin 2016, ISBN 978-3-943132-45-8
- Das kuratierte ich. Jugendkulturen als Medienkulturen im 21. Jahrhundert (mit Steffen Damm, Sirkka Jendis, Moritz Müller-Wirth), B&S Siebenhaar Verlag, Berlin 2012, ISBN 978-3-936962-98-7
- (Hrsg.) Culture First! Culture Management in China – Second Edition (mit Uwe Nitschke), B&S Siebenhaar Verlag, Berlin 2011
- (Hrsg.) Leadership – Vom Führen in modernen Zeiten, B&S Siebenhaar Verlag, Berlin 2010
- (Hrsg.) Audience Development oder Die Kunst, neues Publikum zu gewinnen, B&S Siebenhaar Verlag, Berlin 2009
- (Hrsg.): Kultur-Handbuch Berlin: Geschichte & Gegenwart von A – Z (eine Publikation des Instituts für Kultur- und Medienmanagement der Freien Universität Berlin), 3. Auflage,  Berlin: Bostelmann und Siebenhaar 2004, ISBN 978-3-936962-12-3.
- Lichtenbergs Schaubühne. Imaginarium und kleines Welttheater (Habilitationsschrift), VS Verlag für Sozialwissenschaften, Opladen 1994, ISBN 978-3-531126-06-7
- (Hrsg.) Kulturmanagement. Wirkungsvolle Strukturen im kommunalen Kulturbereich, Gütersloh 1993
- (Hrsg.) Das poetische Berlin. Metropolenkultur zwischen Gründerzeit und Nationalsozialismus, Wiesbaden 1992
- Kultur & Management, Berlin 1992
- (Edit.) Carl Einstein. Werke, Berliner Ausgabe (mit Hermann Haarmann), 5 Bde., Berlin 1992–1996
- (Edit.) Alfred Kerr. Werke in Einzelbänden, Bd. III: Essays. Theater, Film (mit Hermann Haarmann), Berlin 1991
- (Edit.) Einakter und kleine Dramen der zwanziger Jahre, Stuttgart 1988
- (Hrsg.) „Das war ein Vorspiel nur ...“. Bücherverbrennung Deutschland 1933: Voraussetzungen und Folgen (mit Hermann Haarmann und Walter Huder), Berlin 1983
- Klänge aus Utopia. Zeitkritik, Wandlung und Utopie im expressionistischen Drama (Dissertation), Agora Verlag, Berlin/Darmstadt 1982, ISBN 978-3-870080-99-0